# Triplachne
Triplachne é um género botânico pertencente à família Poaceae.